# Santa Maria Madalena de Montemor-o-Velho
Santa Maria Madalena de Montemor-o-Velho era uma antiga freguesia, entretanto extinta, e que foi anexada à freguesia de Santa Maria de Alcáçova. Beneficiou do foral dado a Montemor-o-Velho por D. Manuel I, a 20 de agosto de 1516.
Foi priorado da apresentação dos duques do Cadaval.

## Ligações  externas
- «Paróquia da Madalena - Montemor-o-Velho». no Archeevo, Arquivo da Universidade de Coimbra, Coimbra